# Mellicta mirabilis
Mellicta mirabilis är en fjärilsart som beskrevs av Fernández 1929. Mellicta mirabilis ingår i släktet Mellicta och familjen praktfjärilar. Inga underarter finns listade i Catalogue of Life.